# Jefes de Estado (película)
Heads of State (titulada en español como Jefes de Estado) es una película estadounidense de comedia y acción de 2025 dirigida por Ilya Naishuller. Está protagonizada por Idris Elba, John Cena, Priyanka Chopra, Jack Quaid, Paddy Considine, Stephen Root y Carla Gugino. La cinta fue distribuida por Amazon MGM Studios y estrenada mundialmente a través de Prime Video el 2 de julio de 2025.

## Sinopsis
Durante la celebración de La Tomatina en Buñol, España, un operativo conjunto entre agentes del MI6 y la CIA busca capturar al traficante de armas ruso Viktor Gradov. Sin embargo, el criminal logra escapar y hacerse con acceso a ECHELON, un sistema de vigilancia global.
Mientras tanto, Sam Clarke, el primer ministro del Reino Unido, recibe una visita de Estado del recién elegido  Presidente de los Estados Unidos, Will Derringer, ex estrella de cine de acción. Ambos no se llevan bien, y surge una discusión pública ante la prensa, tras la cual sus respectivos asesores, Quincy y Bradshaw, sugieren viajar juntos a la próxima cumbre de la OTAN en Trieste a bordo del Air Force One para presentar un frente unido al mundo. Clarke y Derringer aceptan a regañadientes.
Durante el vuelo, el Air Force One es atacado por terroristas de Gradov, quienes derriban el avión. Clarke y Derringer logran escapar usando dos paracaídas, pero quedan varados en Bielorrusia y el resto del mundo los da por muertos. Al darse cuenta de que alguien de su círculo íntimo los ha traicionado ante Gradov, los dos hombres consiguen que una amable mujer bielorrusa los lleve a Polonia y buscan refugio con el agente de la CIA Marty Comer en Varsovia. Los hombres de Gradov, liderados por las asesinas Sasha y Olga, atacan el escondite y Comer recibe un disparo en la cabeza. Clarke y Derringer escapan con la ayuda de Bisset, quien sobrevivió al ataque de Gradov en España.
Bisset les informa a Clarke y Derringer que la cumbre de la OTAN se ha visto frustrada debido a que Hammond, el hacker de Gradov, irrumpió en Echelon y filtró archivos de seguridad nacional. Derringer también descubre que Clarke y Bisset mantenían una relación antes de que Clarke decidiera postularse. Los tres se embarcan en tren hacia la cumbre en Italia, donde son atacados por otro de los asesinos de Gradov. Hammond, cansado de ser obligado a trabajar para Gradov, mata al asesino, pero resulta mortalmente herido en el intento. Les ordena que vayan a su antigua oficina en Zadar, Croacia, para averiguar quién los traicionó. Logran localizar viejos registros de chat que implican a Bradshaw, el ayudante de Derringer. Son atacados de nuevo por los asesinos de Gradov, y Clarke parece morir en una explosión.
Derringer y Bisset llegan a Trieste para la cumbre, donde descubren que la verdadera traidora es la vicepresidenta Elizabeth Kirk, quien incriminó a Bradshaw como pista falsa. Los asesinos que trabajan para ella y Gradov persiguen a Derringer y Bisset por Trieste. Los dos son salvados por Clarke, quien sobrevivió a la explosión y condujo de Croacia a Italia en un camión de bomberos. Olga muere cuando su lanzagranadas explota accidentalmente durante la persecución, y el trío llega a la cumbre a tiempo para evitar la disolución de la OTAN a manos de Kirk. Derringer la confronta, pero Gradov, cuyos asesinos asaltan la cumbre, la mata a tiros. Bisset lucha y mata a Sasha, mientras Clarke y Derringer persiguen a Gradov, matándolo finalmente cuando este último lanza una estatua contra su helicóptero, provocándolo su caída.
Dos meses después, las relaciones dentro de la OTAN se han restablecido, y Clarke y Derringer se han hecho buenos amigos. En una escena poscréditos, se revela que Comer sobrevivió al ataque en Varsovia gracias a una placa de metal en la cabeza, y Bisset se acerca a él mientras intenta ligar con mujeres en un bar.

## Reparto
- John Cena como Will Derringer, presidente de los Estados Unidos.
- Idris Elba como Sam Clarke, primer ministro del Reino Unido.
- Priyanka Chopra como Noelle Bisset, agente del MI6.
- Jack Quaid como Marty Comer, oficial de la CIA en Varsovia.
- Paddy Considine como Viktor Gradov, traficante de armas.
- Stephen Root como Arthur Hammond, hacker forzado a trabajar para Gradov.
- Carla Gugino como Elizabeth Kirk, vicepresidenta de los Estados Unidos.
- Sarah Niles como Simone Bradshaw, jefa de gabinete de la Casa Blanca.
- Richard Coyle como Quincy Harrington, jefe de gabinete de Downing Street.
- Clare Foster como Cat Derringer, primera dama de Estados Unidos.
- Katrina Durden como Olga, asesina a sueldo.
- Aleksandr Kuznetsov como Sasha, asesino a sueldo.
- Sharlto Copley como Coop, agente de la CIA.
- Adrian Lukis como Jack Gordon, reportero.
- Ingeborga Dapkunaite como granjera bielorrusa.
- Steven Cree como agente Crasson, seguridad presidencial.
- Claudia Doumit en un cameo sin acreditar.

## Producción
El proyecto fue anunciado en octubre de 2020, con John Cena e Idris Elba confirmados como protagonistas. En octubre de 2022, se contrató al director Ilya Naishuller, y en abril de 2023, se sumó Priyanka Chopra al elenco. En mayo del mismo año, se incorporaron Paddy Considine, Stephen Root, Carla Gugino, Jack Quaid, Sarah Niles y Richard Coyle.[cita requerida]
El rodaje comenzó en mayo de 2023 en Londres, y continuó en junio en Liverpool, específicamente en el edificio St George's Hall. En julio y agosto, el equipo se trasladó a Trieste, Italia, para filmar escenas de persecución. En mayo de 2024, se grabaron escenas adicionales en Belgrado, Serbia.

## Recepción
La película recibió críticas mixtas. En Rotten Tomatoes, obtuvo un índice de aprobación del 71 %, con una calificación promedio de 6.5/10 basada en 90 reseñas. En Metacritic, alcanzó una puntuación de 57 sobre 100 basada en 19 críticas, indicando "reseñas mixtas o promedio".[cita requerida]
Matt Zoller Seitz, de RogerEbert.com, otorgó dos estrellas y media sobre cuatro, destacando que «es una diversión tonta, ejecutada con suficiente estilo como para que su historia débil no afecte demasiado».[cita requerida]